# Gornji Zamet
Gornji Zamet (olaszul: Zamét superiore), Fiume városrésze Horvátországban, Tengermellék-Hegyvidék megyében.

## Fekvése
Gornji Zamet a város északnyugati részén helyezkedik el, délen Zamet, nyugaton Grbci és Srdoči, keleten Pehlin, északon pedig a Viškovo községbeli Marškoći településsel határos.